# ماریون ایسبرت
ماریون ایسبرت (زادهٔ ۲۵ فوریهٔ ۱۹۶۴ با نام اصلی ماریون فایدن) بازیکن پیشین تیم ملی فوتبال زنان آلمان است. پست وی در پست دروازه‌بان دارای ۵۸ بازی ملی برای این تیم است. او دو مرتبه به همراه تیم تی‌اس‌وی زیگن قهرمان لیگ برتر زنان آلمان شده است.